# Subdistrictul Suran, Guvernoratul Hama
Subdistrictul Suran (în arabă ناحية صوران)  este un nahiyah (subdistrict) situat în Districtul Hama din Guvernoratul Hama, nord-vestul Siriei.
Potrivit Biroului Central de Statistică din Siria (CBS), subdistrictul Suran avea o populație de 90.654 la recensământul din 2004.